# Tkon (Zadar)
Pour les articles homonymes, voir Tkon.
Tkon est un village et une municipalité située sur l'île de Pašman en Dalmatie dans le comitat de Zadar, en Croatie. Au recensement de 2001, la municipalité comptait 707 habitants, dont 97 % de Croates et le village seul comptait également 707 habitants.

## Localités
La municipalité de Tkon ne compte qu'une seule localité, le village éponyme de Tkon.